# ウェイン・グリーン
ウェイン・サンガー・グリーン2世（Wayne Sanger Green II、1922年9月3日 - 2013年9月13日）は、アメリカ合衆国の出版者、著述家である。アマチュア無線雑誌『73』やコンピュータ雑誌『80マイクロ』などを創刊したことで知られる。

## 生涯
グリーンは『CQ Amateur Radio』（US-CQ誌）の元編集者である。その後、自分の出版社であるウェイン・グリーン社を設立し、『73』『80マイクロ』『CDレビュー』『コールドフュージョン』『キロボー・マイクロコンピューティング』『RUN』『インサイダー』『ピコ』の創刊や、その他書籍の出版を行った。また、ソフトウェア会社・インスタント・ソフトウェアを設立した。元妻のヴァージニア・L・グリーンが創刊した『バイト』の創刊から4号までの編集にも関わった。1980年代初頭には、ブラジルのコンピュータ雑誌『Micro Sistemas』の創刊を支援した。1983年に5冊の雑誌を、『コンピュータワールド』を発刊するCWコミュニケーションズに売却したが、その後、ウェイン・グリーン社が同社と合併した。
彼はW2NSDのコールサインを持つアマチュア無線家であり、アマチュア無線界、特に古巣のUS-CQ誌やアメリカ無線中継連盟(ARRL)との間でしばしば論争を引き起こした。彼は『73』誌で、自身のコールサインのバクロニムから取った"Never Say Die"というコラムを執筆し、この中でしばしばARRLを批判していた。そのような論争はコンピュータの業界でも起きた。